# برج چیس روچستر
برج چیس روچستر، (به انگلیسی: Chase Tower) آسمان‌خراش ۲۷ طبقه به ارتفاع ۱۱۹ متر، با کاربری اداری-تجاری است، که در شهر روچستر، نیویورک، ایالات متحده آمریکا مستقر می‌باشد. پروژه ساخت این ساختمان در سال ۱۹۶۸ آغاز شد و در سال ۱۹۷۳ تکمیل و افتتاح گردید. شعبه مرکزی جی‌پی مورگان چیس ایالت نیویورک در این ساختمان مستقر می‌باشد.